# Alora (geslacht)
Alora is een geslacht van slakken uit de familie van de Epitoniidae. De wetenschappelijke naam van het geslacht is voor het eerst geldig gepubliceerd in 1861 door H. Adams.

## Soorten
- Alora annulata (Kuroda & Ito, 1961)
- Alora gouldii (A. Adams, 1857)
- Alora rapunculus Kilburn, 1975
- Alora retifera Bouchet & Warén, 1986
- Alora tenerrima (Dautzenberg & H. Fischer, 1896)
- Alora turbinata Poppe, 2008

Niet geaccepteerde soorten:
- Alora billeeana geaccepteerd als Epidendrium billeeanum (DuShane & Bratcher, 1965)
- Alora insignis geaccepteerd als Alora gouldii (A. Adams, 1857)
- Alora kiiensis geaccepteerd als Tuba kiiensis  (Nakayama, 2000)
- Alora reticulata geaccepteerd als Epidendrium reticulatum  (Habe, 1962)